# Cyrus McCormick
Cyrus Hall McCormick, Sr. (15 tháng 2 1809 – 13 tháng 5 1884) là một nhà phát minh người Mỹ và người sáng lập công ty McCormick Harvesting Machine Company, công ty mà sau này trở thành một phần của International Harvester Company vào năm 1902. Ông cũng là nhà người đã sáng tạo ra máy cày.
Ông sinh ngày 15 tháng 2 năm 1809 ở Rockbrige County, bang Virginia, mất ngày 13 tháng 5 năm 1884 tại Chicago. Khi còn nhỏ,ông là một cậu bé nông dân, con của Mary Ann Hall và Robert Hall McCormick. Ông dành 16 năm để nghiên cứu và chế tạo chiếc máy cày. Chiếc máy cày (tên tiếng Anh: Reaper) được thử nghiệm vào năm 1831 và nó giúp biết bao nhiêu nông dân thời đó gặt hái nhanh và đỡ mệt hơn.
Ông tiếp quản công ty International Harvester năm 1902 và kết hôn với Nacy Maria Fowler. Ông có 7 người con là:
- Cyrus Hall McCormick II (1859-1932)
- Mary Virginia McCormick (1861-1941)
- Robert McCormick (1863-1910)
- Anita McCormick (1866-1954)
- Alice McCormick (1870-1945)
- Harold Fowler McCormick (1872–1941)
- Stanley F. McCormick (1874-1947)